# غينزبورو، لينكولنشاير
غينزبورو (بالإنجليزية: Gainsborough)‏، هي بلدة سوق وأبرشية مدنية في منطقة ويست ليندسي في لنكولنشاير، إنجلترا. 
بلغ عدد السكان 20,842 نسمة في تعداد عام 2011،[2] وقُدِّر عددهم بنحو 23,243 نسمة في عام 2019.[3] تقع على الضفة الشرقية لنهر ترينت، على بعد 18 ميلاً (29 كم) شمال غرب لينكولن، و16 ميلاً (26 كم) جنوب غرب سكانثورب، و20 ميلاً جنوب شرق دونكاستر، و39 ميلاً (63 كم) شرق شيفيلد. يُزعم أحيانًا أنها أبعد ميناء داخلي في إنجلترا.